# Битва под Брайтенфельдом (1642)
Вторая битва при Брайтенфельде, также известная как Первая битва при Лейпциге — сражение, состоявшееся 23 октября 1642 года под Брайтенфельдом (7,5 км к северо-востоку от Лейпцига, ныне район Лейпцига), в ходе Тридцатилетней войны, через 11 лет после первого сражения под Брайтенфельдом.
В 1642 году шведский полководец Леннарт Торстенссон после опустошительной кампании в Моравии и Силезии принял решение идти на Лейпциг. Его план состоял в том, чтобы захватить склады продовольствия в городе, наложить на него контрибуцию и таким образом обеспечить свою армию деньгами и провиантом для продолжения войны. Военачальники Священной Римской империи герцог Леопольд и Пикколомини направились на выручку Лейпцигу. Чтобы не оказаться зажатым между враждебной армией и городом, Торстенссон выступил им навстречу.
Сражение началось артиллерийским обстрелом имперцами шведских позиций. Под прикрытием этого огня имперская кавалерия начала разворачиваться в боевой порядок на флангах. Шведы, не дожидаясь окончания этих перестроений, атаковали оба неприятельских фланга. Левый фланг имперцев не выдержал, пришёл в смятение и обратился в бегство почти сразу. Правое крыло имперской армии устояло и было поддержано пехотой. Торстенссон развернул своих добившихся успехов кавалеристов правого крыла на помощь шведской пехоте, подвергшейся серьёзному давлению в центре позиции. Эта новая атака шведской конницы привела к успеху: пехота имперцев была отброшена фланговым ударом, кавалерия имперского правого фланга осталась без поддержки, и, атакуемая со всех сторон, обратилась в бегство. Вся артиллерия побеждённых в 46 орудий и обоз армии достались шведам. Поскольку армия Торстенссона понесла значительные потери и была серьёзно вымотана, преследование не велось.
Остатки имперской армии удалились в Богемию, где были вновь собраны. Герцог Леопольд дал выход ярости, подвергнув тяжкому наказанию бежавший первым кавалерийский полк. Полк был публично объявлен бесчестным, его знаки отличия отобраны, знамёна уничтожены, часть офицеров и солдат казнена.
Спустя три недели шведы заняли Лейпциг. Город не был подвергнут разграблению, но вынужден был выплатить значительную контрибуцию (по Шиллеру, три бочки золота) и переобмундировать за свой счёт шведскую армию. Торстенссон получил возможность успешно продолжать войну.